# Chiesa di San Giovanni (Cagliari)
La chiesa di San Giovanni Battista si trova a Cagliari, in via San Giovanni, nel cuore del quartiere Villanova. Il piccolo tempio è sede dell'"Arciconfraternita della Solitudine", attiva nell'organizzazione di alcuni tra i più suggestivi riti della Settimana Santa cittadina.

## Storia e descrizione

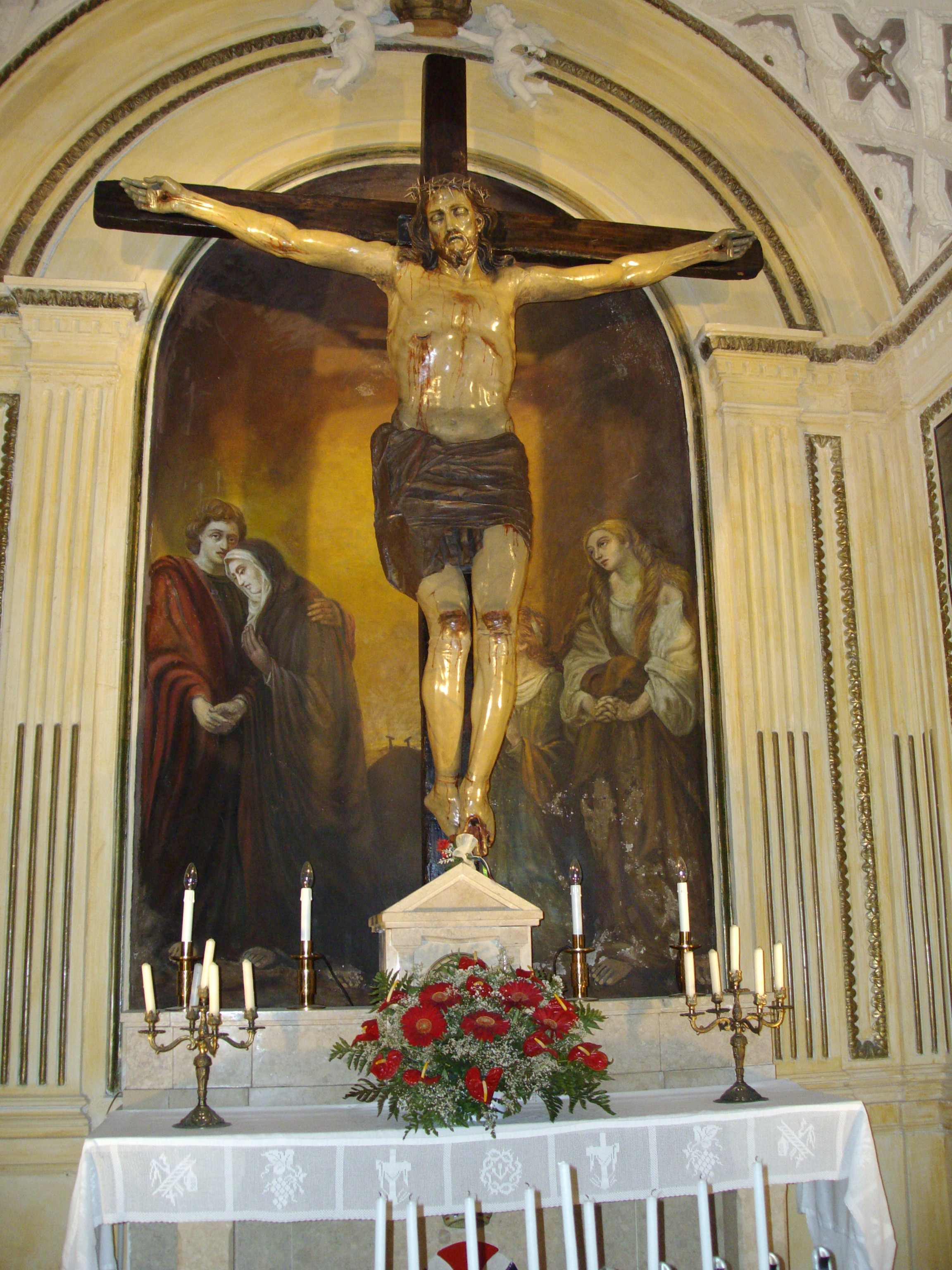
Cappella del Crocifisso

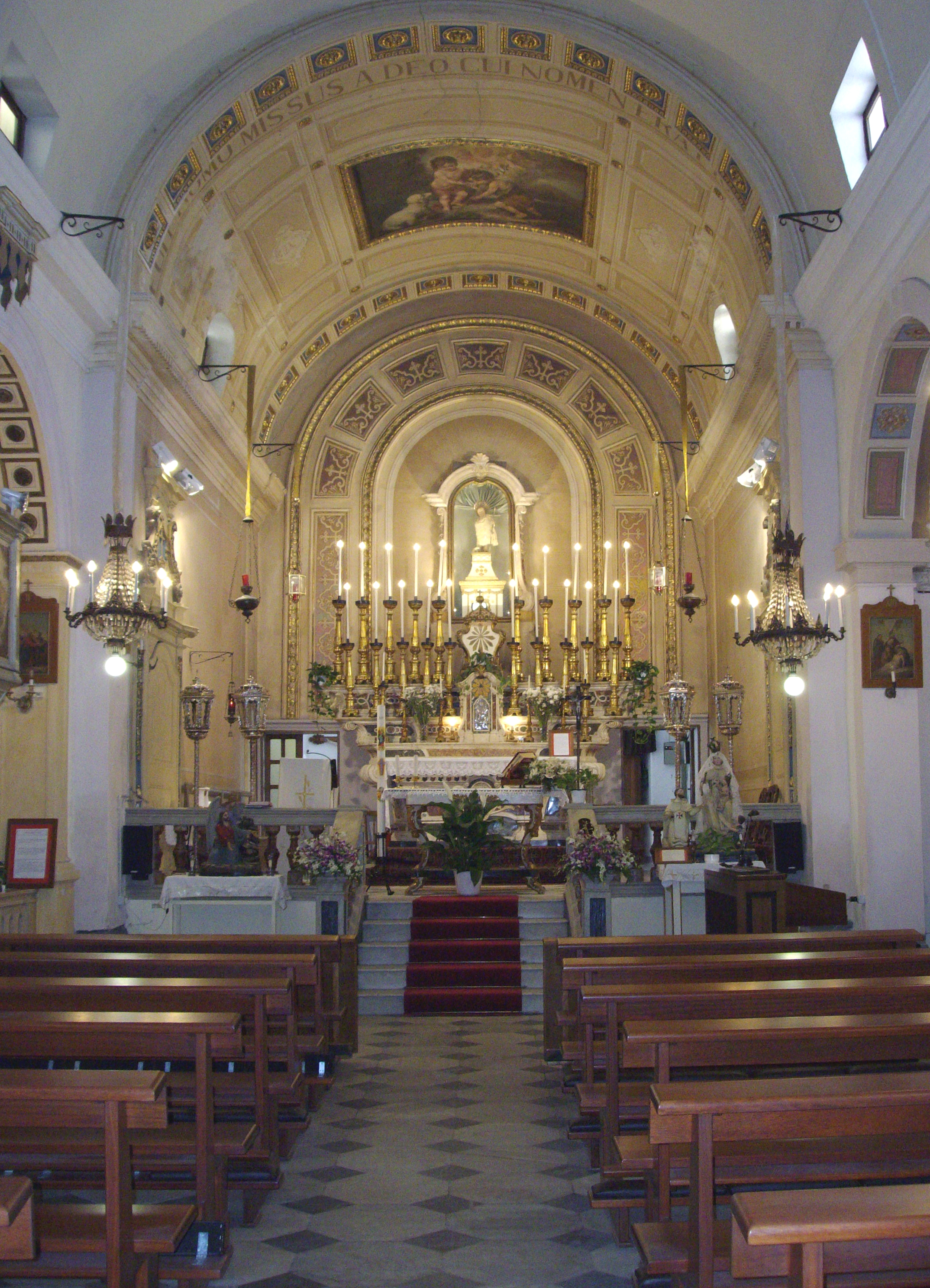
L'interno

La prima menzione della chiesa si trova in un documento risalente al 1550. Il fatto però che la via San Giovanni esistesse già nel 1415, rende presumibile che quest'ultima data rappresenti il termine ante quem di costruzione del tempio (da cui probabilmente prese nome l'omonima via). L'edificio venne restaurato tra il XVII e il XVIII secolo.
Nel 1679 divenne oratorio dell'"Arciconfraternita della Vergine Santissima della Solitudine", fondata nel 1604 da papa Clemente VIII. La prima sede dell'arciconfraternita fu la chiesa di San Bardilio, proprietà dei Trinitari, alla cui opera (principalmente la liberazione degli schiavi) si univa quella dei membri dell'arciconfraternita (a ricordo di questo legame resta lo stemma dei Trinitari che ancora oggi caratterizza l'abito dei confratelli). Dal 1878 nella confraternita sono ammesse anche le donne.
La facciata risale al XX secolo, è in stile neoromanico, con portale strombato, ad arco a tutto sesto, e la lunetta decorata con un affresco raffigurante Giovanni Battista bambino mentre gioca con un agnello (simbolo di Cristo). Il prospetto termina a capanna, con gli spioventi ornati da archetti pensili.
L'interno, in stile barocco, è a pianta rettangolare mononavata, con tre cappelle per lato e presbiterio rialzato e chiuso da balaustra marmorea. Sopra l'ingresso, addossata alla controfacciata, si trova la cantoria, che ospita il pregevole organo costruito dal lombardo Giuseppe Lazzari nel 1757 recentemente restaurato. Le cappelle laterali ospitano diverse opere d'arte, tra cui i simulacri del Cristo crocefisso e della Madonna Addolorata. Il Crocefisso, chiamato dai cagliaritani Su Monumentu (il monumento) per la sua imponenza, è una bella scultura lignea seicentesca di fattura spagnola, che i confratelli e le consorelle portano in processione fino alla Cattedrale nel primo pomeriggio del Venerdì Santo. L'Arciconfraternita ebbe l'incarico di compiere questa processione dal governo spagnolo nel seicento.